# Bathyaulax delagoaensis
Bathyaulax delagoaensis är en stekelart som först beskrevs av Cameron 1909.  Bathyaulax delagoaensis ingår i släktet Bathyaulax och familjen bracksteklar. Inga underarter finns listade.